# La Massana
Pour les articles homonymes, voir Massana.
La Massana (prononciation en catalan : ɫə məˈsanə) est l'une des sept paroisses d'Andorre. Ses habitants sont les Massanencs.

## Toponymie
Le toponyme de « La Massana » provient du latin mattianam qui désigne une variété de pomme.

## Géographie

### Localisation
Située au nord-ouest du pays, la paroisse possède des frontières avec les paroisses andorranes d'Ordino, Encamp, Escaldes-Engordany et Andorre-la-Vieille, ainsi qu'avec la France (département de l'Ariège) et l'Espagne (comarques de Pallars Sobirà et de l'Alt Urgell dans la province de Lérida),.
|                               | Auzat (France)     | Ordino             |
| Alins (Espagne)               | La Massana         | Encamp             |
| Les Valls de Valira (Espagne) | Andorre-la-Vieille | Escaldes-Engordany |

### Villes et villages
- La Massana
- Pal
- Arinsal
- Erts
- Sispony
- Anyós
- L'Aldosa
- Escàs
- Xixerella
- El Pui
- Puiol del Piu
- Mas de Ribafeta

### Géologie et relief
Très montagneuse, la paroisse de la Massana abrite le plus haut sommet du pays : le pic de Coma Pedrosa (2 942 mètres,). Les autres sommets importants sont la Roca Entravessada (2 928 mètres), le pic de Médécourbe (2 941 mètres) et le pic de Sanfonts (2 882 mètres). 

### Hydrographie
Sur le plan hydrographique, de petits lacs parsèment les montagnes de la paroisse (Estanys Forcats, Estany de Les Truites, Estany Negre). La Valira del Nord est le cours d'eau principal, y recevant comme principaux affluents le riu de Pal et le Riu d'Arinsal.

### Voies de communication et transports
La paroisse de la Massana est reliée à celle d'Ordino par la route CG-3 et à Andorre-la-Vieille par la route CG-4. Le tunnel des deux Valires la relie de plus à Encamp.
La paroisse est desservie par les lignes 5 et 6 en journée, et la nuit en fin de semaine par la ligne Bn3, du réseau de transport en commun national.

## Histoire
La première référence historique concernant La Massana est datée du IXe siècle et se trouve dans le document de consécration de la cathédrale d'Urgell.

## Politique et administration

### Liste des consuls majeurs
| Période                                  | Période  | Identité                | Étiquette | Qualité |
| ---------------------------------------- | -------- | ----------------------- | --------- | ------- |
| 1995                                     | 1999     | Antoni Garralla Rossell | GDP       |         |
| 1999                                     | 2003     | Antoni Garralla Rossell | GDP       |         |
| 2003                                     | 2007     | Josep Maria Camp Areny  | PLA       |         |
| 2007                                     | 2011     | Josep Maria Camp Areny  | PLA       |         |
| 2011                                     | 2015     | David Barro Riba        | CC        |         |
| 2015                                     | 2019     | David Barro Riba        | CC        |         |
| 2019                                     | 2023     | Olga Molné Soldevila    | CC        |         |
| 2023                                     | En cours | Eva Sansa Jordan        | CC        |         |
| Les données manquantes sont à compléter. |          |                         |           |         |

### Conseil communal
|                          |                                                                                         |       |       |       |        |               |  |  |  |
| Liste                    | Liste                                                                                   | Voix  | %     | +/-   | Sièges | +/-           |  |  |  |
|                          | Citoyens engagés + DA + Indépendants                                                    | 1 113 | 58,73 | 41,27 | 10     | 2             |  |  |  |
|                          | Avec bon sens (Parti social-démocrate + Concorde + Somveïns + Participa + Indépendants) | 782   | 41,27 | Nv    | 2      | 2             |  |  |  |
|                          |                                                                                         |       |       |       |        |               |  |  |  |
| Votes valides            | Votes valides                                                                           | 1 895 | 89,64 |       |        |               |  |  |  |
| Votes blancs             | Votes blancs                                                                            | 159   | 7,52  |       |        |               |  |  |  |
| Votes nuls               | Votes nuls                                                                              | 60    | 2,84  |       |        |               |  |  |  |
| Total                    | Total                                                                                   | 2 114 | 100   | –     | 12     | en stagnation |  |  |  |
| Abstentions              | Abstentions                                                                             | 1 438 | 40,49 |       |        |               |  |  |  |
| Inscrits / participation | Inscrits / participation                                                                | 3 552 | 59,51 |       |        |               |  |  |  |

### Jumelages
- San Carlos de Bariloche ( Argentine)
- Saanen ( Suisse)

## Population et société

### Manifestations culturelles et festivités
Fête patronale le 17 novembre, festa major le 15 août, fête du rosaire le second dimanche de juillet.

### Sports
Clubs
- Deportivo La Massana ;
- Unió Esportiva Extremenya.

Équipements
- Domaine skiable de Pal Arinsal.

## Économie
Jusqu'au XXe siècle, l'économie de la paroisse, comme dans le reste du pays, était principalement basée sur l'agriculture (tabac et pommes de terre) ainsi que sur l'élevage. Actuellement le tourisme est à la base de l'économie de la Massana. Il s'agit essentiellement de tourisme hivernal avec la station de ski de Pal Arinsal.
En 2014, les terres cultivées occupaient 314 hectares, ce qui place la paroisse en troisième position derrière Sant Julià de Lòria et Canillo. Les principales cultures sont la pomme de terre et le tabac.

## Culture locale et patrimoine

### Lieux et monuments
- Église Sant Iscle i Santa Victòria de La Massana ;
- Église Sant Antoni de la Grella ;
- Église Sant Climent de Pal ;
- Église Sant Cristòfol d'Anyós ;
- Église Sant Ermengol de l'Aldosa ;
- Pont d'Anyós ;
- Pont de Sant Antoni de la Grella ;
- Centre d'Interprétation du fer ;
- Casa Rull.
- Pic de Médécourbe

### Personnalités liées à la paroisse
- Joan Gabriel i Estany (1963-) : homme politique, ancien maire-adjoint de La Massana ;
- Josep Antonio Gómes (1985-) : footballeur né à La Massana.

## Activités
- Parc national Comapedrosa
- Zone d'escalade de la Coma D'Erts